# Hawa Mahal

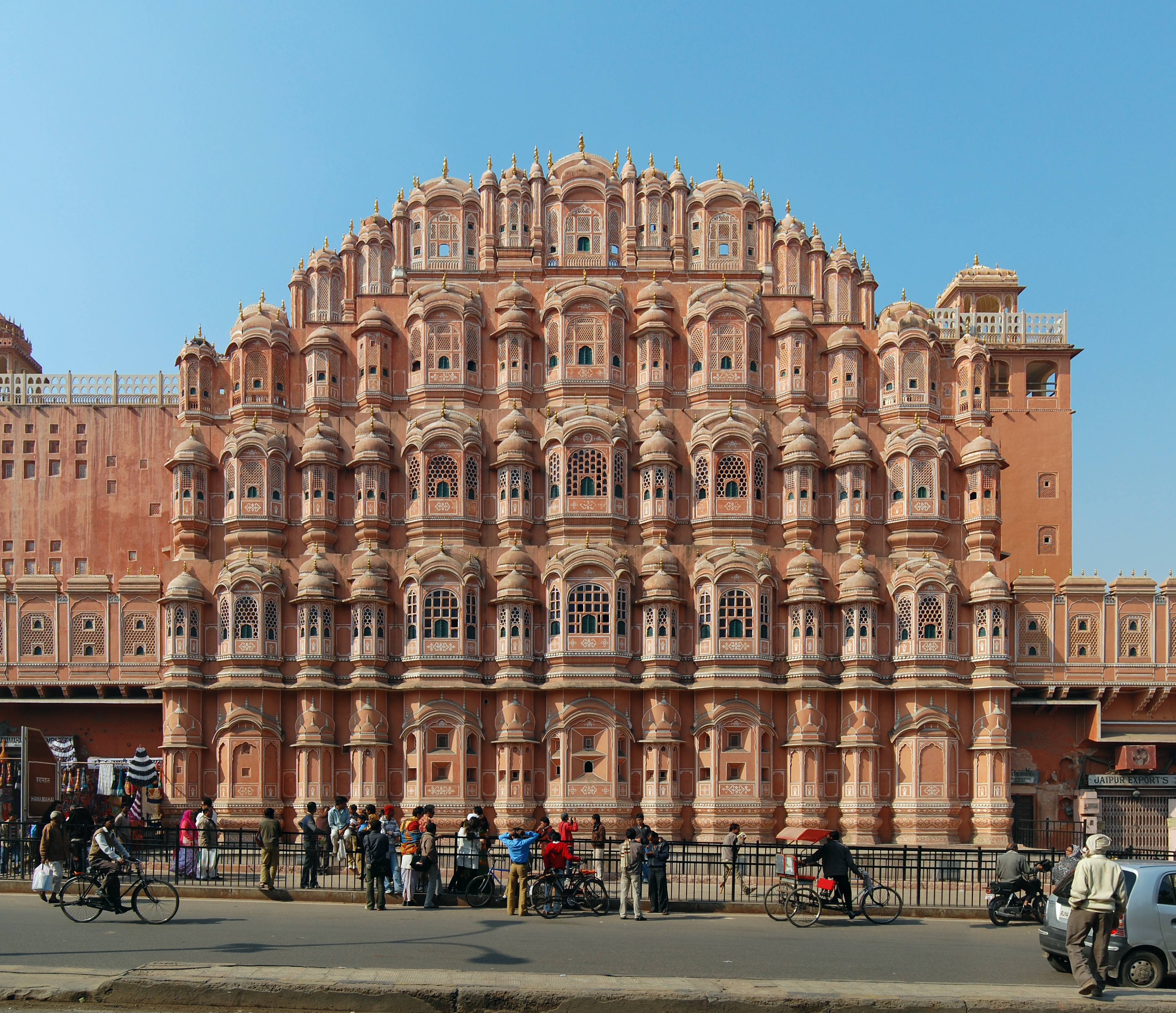
Palast der Winde

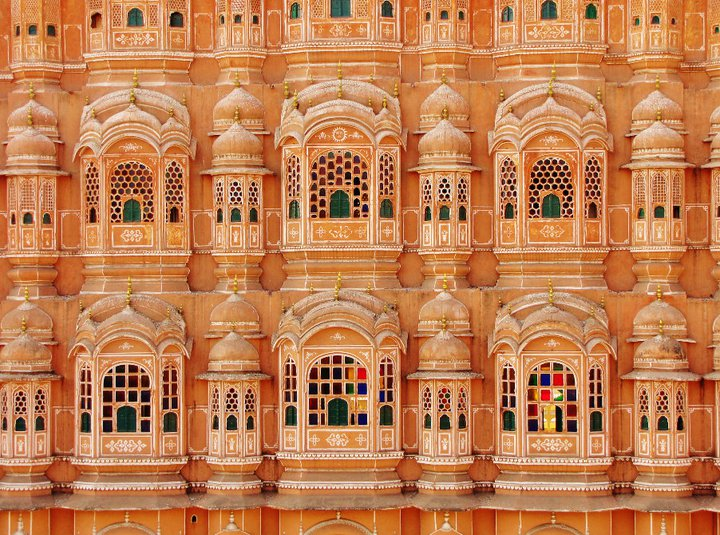
Fassade des Palastes (Detail)

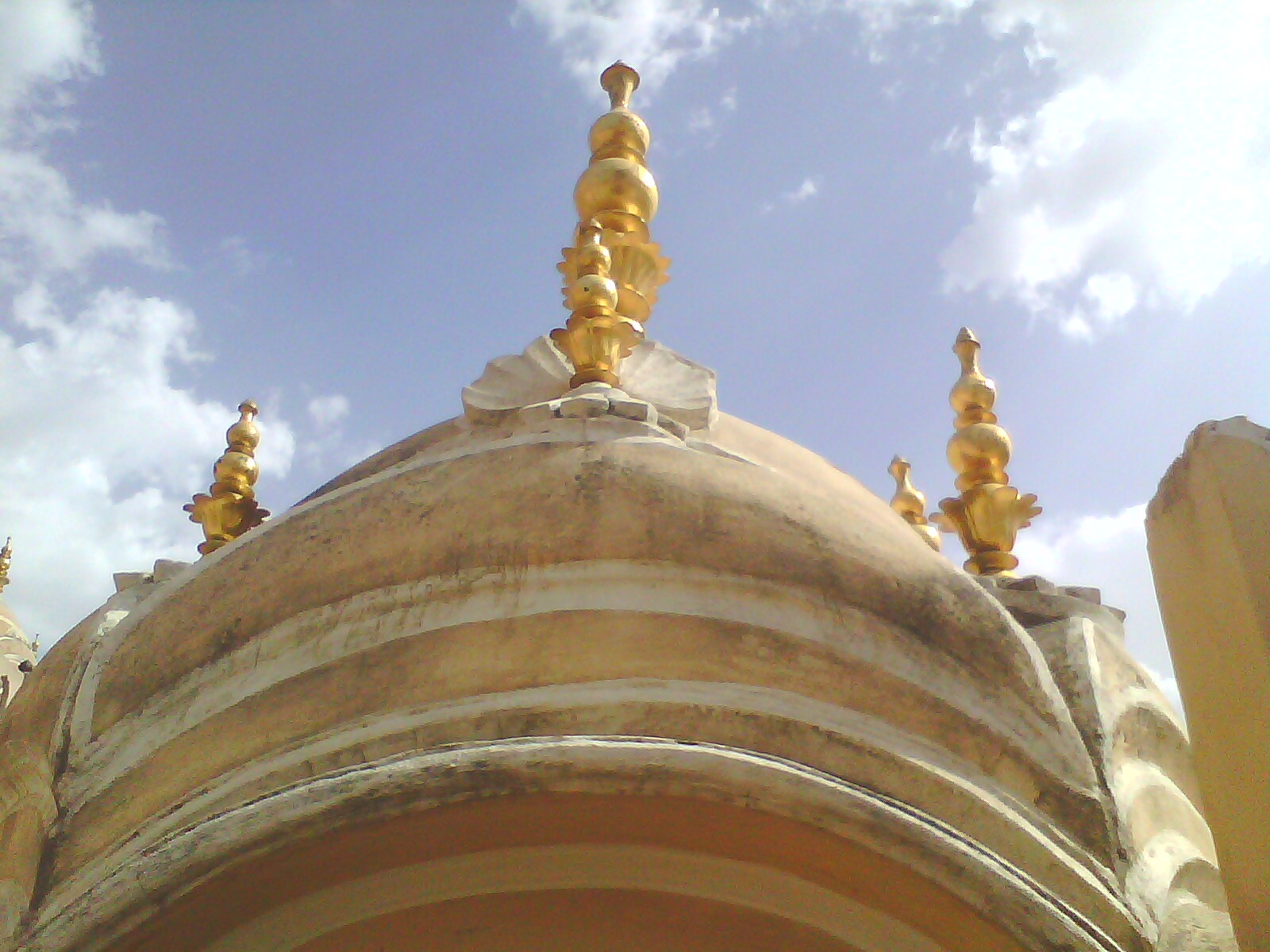
Spitze des Palastes mit sogenannten ‚bengalischen Dächern‘ und aufsitzenden kalashas

Hawa Mahal (Hindi हवा महल havā mahal, „Palast der Winde“) ist ein architektonisch außergewöhnliches Bauwerk in der Altstadt von Jaipur, Rajasthan (Indien); es ist ein Teil des riesigen Stadtpalasts der hiesigen Maharadschas. Das den verschwenderischen Lebensstil der Rajputenfürsten dokumentierende Lustschloss ließ Maharadscha Sawai Pratap Singh im Jahr 1799 erbauen, und seither gilt es als eine der Hauptsehenswürdigkeiten Indiens.

## Architektur
Das fünfstöckige – nur etwa fünf bis acht Meter tiefe – Gebäude mit der von zahllosen jaroka-Balkonen dominierten Fassade besteht aus rotem und rosa Sandstein mit Verzierungen aus Branntkalk. Es diente allein dazu, den Haremsdamen zu ermöglichen, die zu Ehren des Herrschers oder an religiösen Festtagen veranstalteten pompösen Festumzüge zu betrachten, ohne selbst sichtbar zu sein. Die Fassade zur Straße enthält 953 kleine, kunstvoll gestaltete und vergitterte Fenster, die eine ständige, ein wenig kühlende Luftzirkulation gewährleisten, daher der Name Wind-Palast (hawa = Wind, mahal = Palast). Durch die Gitterfenster (Jalis) konnten die Frauen des Hofes unbeobachtet das Treiben auf der Straße verfolgen. Die vielen (halb)kuppelartig gewölbten und in den Ecken heruntergezogenen Dächer entsprechen dem bengalischen Typ, der sich im 17. Jahrhundert über die Mogul-Architektur bis zu den Radschputenpalästen und Kaufmannshäusern (havelis) Rajasthans verbreitete.

## Symbolik
Maharaja Sawai Pratap Singh war ein Anhänger Krishnas und so erinnert die Gesamtansicht des Hawa Mahal an die juwelengeschmückte Krone des Hindu-Gottes. Die unzähligen kleinen Dächer und Dachsegmente des Bauwerks werden überhöht von ebenso vielen vergoldeten kalashas, einem uralten Glückssymbol des Hinduismus.

## Sonstiges
Der Roman Palast der Winde von Mary M. Kaye sowie der darauf beruhende Spielfilm (engl.: The Far Pavillon) und die gleichnamige Fernsehserie haben nichts mit dem Hawa Mahal zu tun.